# Řebříček
Řebříček (Achillea) je rod vytrvalých rostlin z čeledi hvězdnicovitých kde je řazen do tribu Anthemideae. Celkový počet jeho druhů se odhaduje na 115, jsou to vesměs nenáročné rostliny z nichž mnohé se řadí mezi okrasné i léčivé.

## Rozšíření
Centrum diversity rodu je umísťováno do Středozemí, Malé Asie a na Blízký východ. Řebříček je rozšířen po celé Evropě a dále v Asii, Severní Americe i Africe. Nejvíce druhů je možno najít v jihovýchodní Evropě a severozápadní Asii. V České republice se téměř po celém území vyskytuje s rozdílnou intenzitou 13 druhů, některé druhy jsou běžnější a jiné vzácnější. Konkrétně řebříček sleziníkolistý je v ČR považován za kriticky ohrožený druh.
Řebříčky se nejčastěji vyskytují v mezofytiku na loukách a travnatých mezích. Na půdu nejsou rostliny náročné, nejlépe rostou na písčitých nebo hlinitých, snesou i velké sucho. Na polích se vyskytují převážně jen ve vytrvalých pícninách a dobytek je požírá, ve větším množství je to však krmivo nevhodné pro vysoký obsah hořčin.

## Popis
Řebříček je světlomilná, vytrvalá bylina s plazivými, vícehlavými oddenky nebo vláknitými kořeny ze kterých vyrůstají 15 až 120 cm vysoké lodyhy. Rostlina má lodyh několik, ty jsou vzpřímené, pevné, sympodiálně větvené a porostlé střídavými, měkkými, řapíkatými nebo přisedlými listy které jsou až na výjimky jednou až třikrát peřenosečně až peřenolaločně dělené. Listy jsou v obryse podlouhlé, vejčité nebo kopinaté, v mládí bývají vlnaté a později olysávají.
Na vrcholech lodyh vyrůstají květní úbory sestavené do bohatých květenství chocholičnatých lat. Jen ojediněle stojí květní úbory samostatně. Uprostřed poměrně drobných úborů s plochými, vydutými nebo vypuklými plevnatými lůžky roste 15 až 75 oboupohlavných květů se zploštělou, pětičetnou, trubkovitou korunnou která bývá bílá, žlutá nebo růžová. Po obvodě lůžka je 5 až 12 jazykovitých samičích květů se širokou ligulou barvy bílé nebo žluté; u některých druhů však jazykovité květy zanikly. Víceřadý střechovitý zákrov je složen ze šupinovitých listenů, z nich vnitřní jsou po okraji suchomázdřité. Květy jsou cizosprašné, opylovány bývají hmyzem. Plodem je tenkostěnná, dorsiventrálně zploštělá nažka se dvěma podélnými žebry a bez chmýru.

## Rozmnožování
Rostliny se mohou rozšiřovat dlouhými větvenými oddenky nebo drobnými semeny - nažkami která roznáší vítr. Na jedné rostlině jich mohou dozrát i desítky tisíců. Nažky klíčí ihned po uzráním, druhým rokem po přezimování již klíčivost částečně ztrácejí. Nejlépe vzcházejí z povrchu půdy a z hloubky do 1 cm, ze 3 cm již nevzejdou. Po vyklíčení se vytvoří nejprve listová růžice a silný kořenový systém. Z kořenového krčku rostou vodorovné oddenky a na jejich koncích vyrůstají nové rostliny, vytváří se tak hustá síť kořenů která ostatní rostliny vytlačuje. Vytržené oddenky snadno opět zakoření.

## Význam
Rostlina obsahuje ve všech nadzemních částech, hlavně v květech a květenstvích, hodně silic a je proto aromatická. Silice obsahují monoterpeny, sekviterpenové laktony, alkaloidy a další účinné látky. Dále jsou v rostlinách glykosidické hořčiny, třísloviny, falavonoidy a mnohé organické kyseliny. Své uplatnění nacházejí ve farmacii, při výrobě kosmetických přípravků i při ochucování likérů. Rostlina také působí jako silný insekticid a larvicid a fungují jako akumulátor škodlivých kovů, jímá z kontaminované půdy bor, kadmium, měď, molybden, olovo i stroncium.
Drcená nať se přikládá jako lokální anestetikum na podlitiny, pohmožděniny a různé vyrážky, křečové žíly a bércové vředy. Odvary z řebříčku se používají vnitřně k vyvolání pocení při horečkách, jako lék podporující trávení (zvyšuje vylučování žluči), při onemocnění jater, zánětech močových cest i na rozličné ženské choroby nebo při zácpě. Droga má také antibakteriální, protizánětlivé a stahující účinky.
Řebříček je vytrvalá kvetoucí bylina a proto má také estetický význam, je přirozenou součástí mnoha přírodních společenstev. Semena některých druhů, jako např. řebříček chlumní, řebříček obecný, řebříček panonský a řebříček sličný, se přidávají do travních směsí květnatých luk, v parcích i okrasných zahradách. Vzrostlejší druhy, řebříček bertrám, řebříček tužebníkovitý, se používají jako nenáročné trvalky v zahradách nebo jsou oblíbenými druhy k sušení. K řezu se v českých podmínkách využívá nejvíce řebříček obecný který plně rozkvetlý vydrží ve váze dva až tři týdny.

## Taxonomie
Rod Achillea, do kterého byl v nedávné době vřazen rod Otanthus, je tvořen asi 115 druhy. V závislosti na názorech autorů je rod obvykle členěn do 4 až 5 sekcí, někdy ještě i do podsekcí, které se od sebe různí jak molekulárně, tak i morfologicky, liší se hlavně ve velikosti a množství úborů, v četnosti a barvě jazykovitých květů a ve tvaru listů.
V přírodě České republiky vyrůstají tyto druhy:
- řebříček bertrám (Achillea ptarmica L.)
- řebříček chlumní (Achillea collina (Becker ex Wirtg.) Heimerl)
- řebříček jemnolistý (Achillea crithmifolia Waldst. et Kit.)
- řebříček luční (Achillea pratensis Saukel et R. Länger)
- řebříček obecný (Achillea millefolium L.)
- řebříček panonský (Achillea pannonica Scheele)
- řebříček plstnatý (Achillea tomentosa L.)
- řebříček sleziníkolistý (Achillea asplenifolia Vent.)
- řebříček sličný (Achillea nobilis L.)
- řebříček štětinolistý (Achillea setacea Waldst. et Kit.)
- řebříček tužebníkovitý (Achillea filipendulina Lam.)
- řebříček vratičolistý (Achillea styriaca Saukel et Danihelka)
- řebříček zlatožlutý (Achillea chrysocoma Friv.)

Mimo uvedené druhy se vyskytují i tyto hybridy:
- Achillea ×incognita Danihelka
- Achillea collina × A. pratensis
- Achillea millefolium × A. pratensis

Řebříček je rod jehož některé druhy jsou používané jako okrasné, bývají proto v zahradnických podnicích využívány i další exotické druhy a z nich šlechtěny nové variety. Ty občas unikají do volné přírody a případně se tam i kříží.
Mezi známější cizí druhy náleží:
- řebříček ageratolistý (Achillea ageratifolia Ehrh.)
- řebříček bledožlutý (Achillea ochroleuca Ehrh.)
- řebříček Clavennův (Achillea clavennae L.)
- řebříček jemnolistý (Achillea crithmifolia Waldst. & Kit.)
- řebříček krétský (Achillea cretica L.)
- řebříček oddálený (Achillea distans Waldst. & Kit. ex Willd.)
- řebříček přímořský (Achillea maritima (L.) Ehrend. & Y. P. Guo)
- řebříček širolistý (Achillea macrophylla L.)
- řebříček velkolistý (Achillea grandifolia Friv.)
- řebříček žlutý (Achillea ageratum L.)

a známější hybridy:
- Achillea × morisiana Reichenb.
- Achillea × wilczeki Sunderm[1][2][3][4][5][6][7]

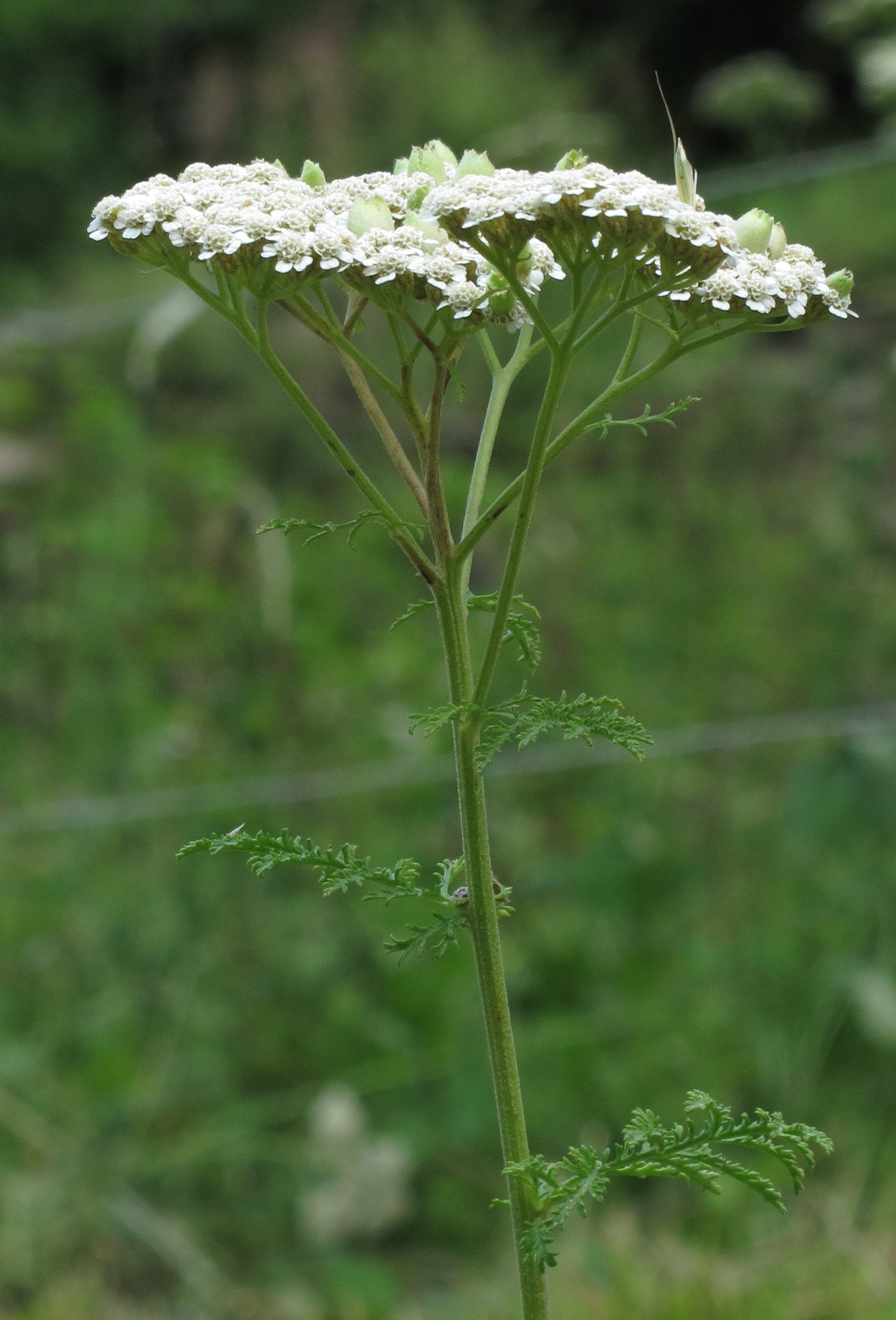
Řebříček sličný
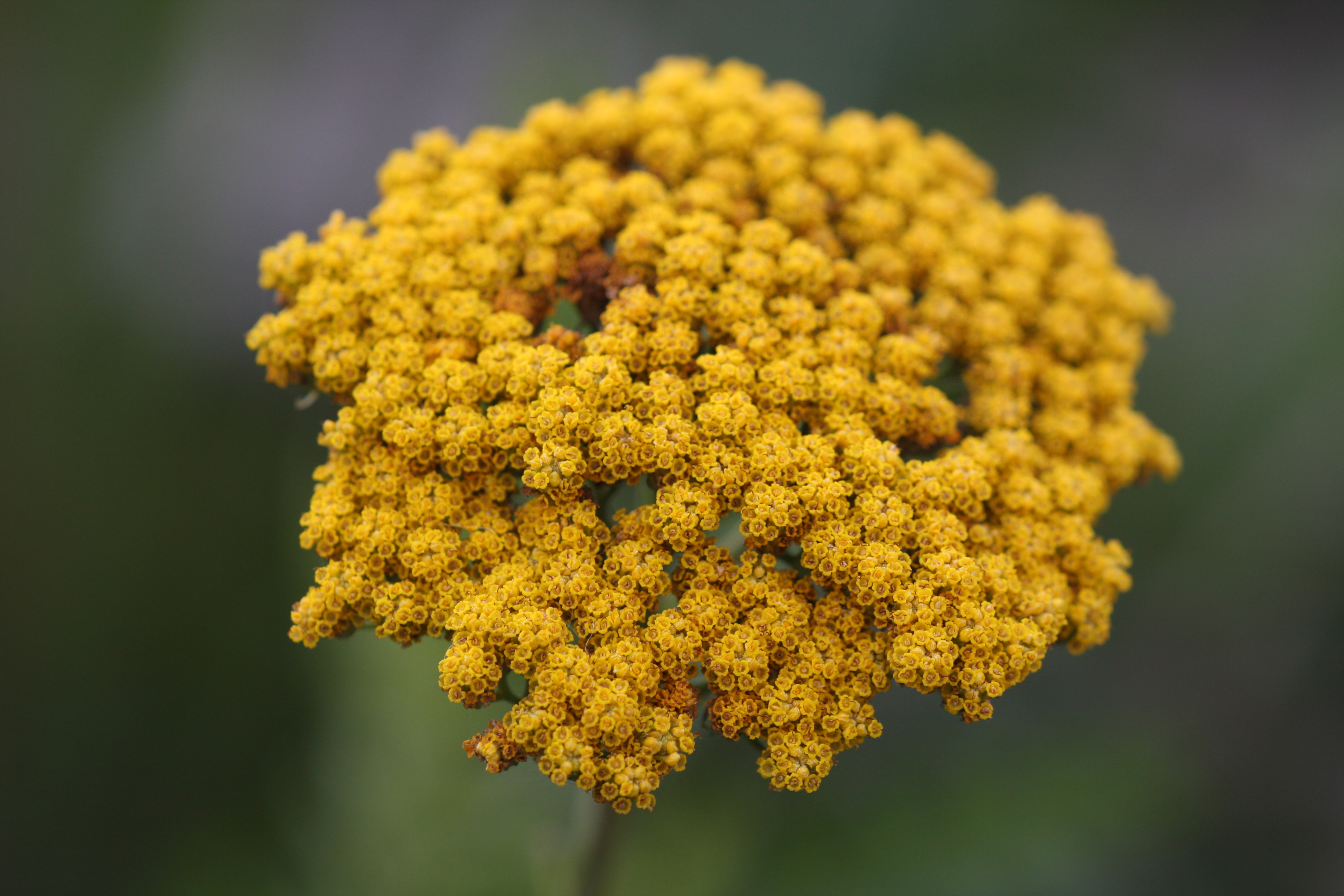
Řebříček tužebníkovitý
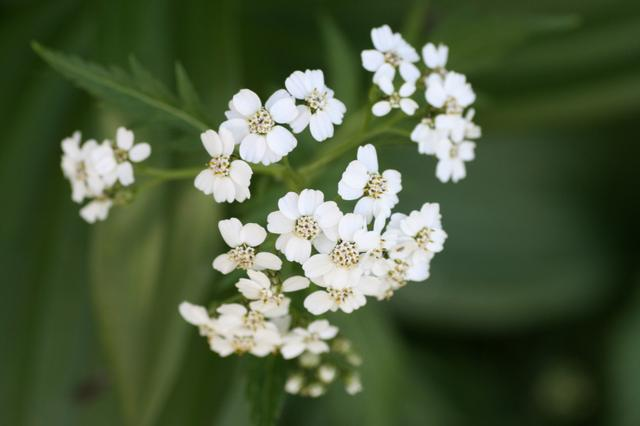
Řebříček velkokvětý
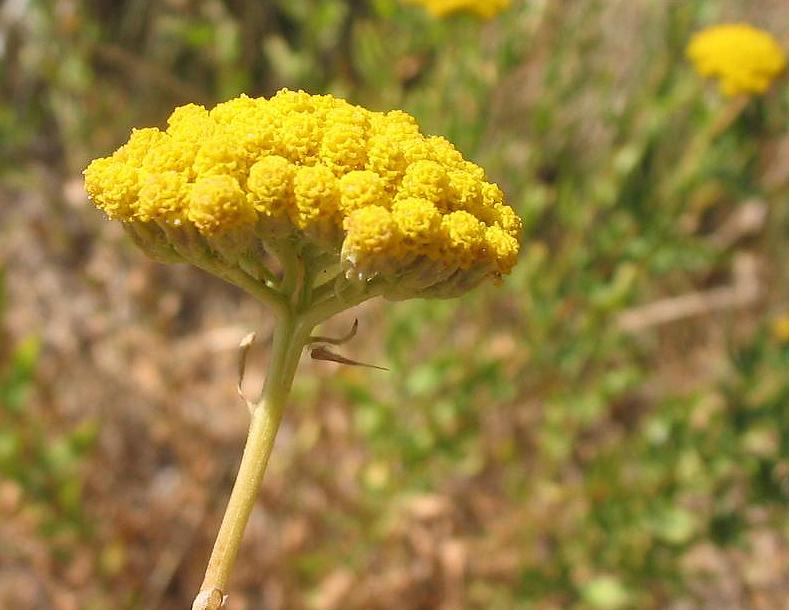
Řebříček žlutý
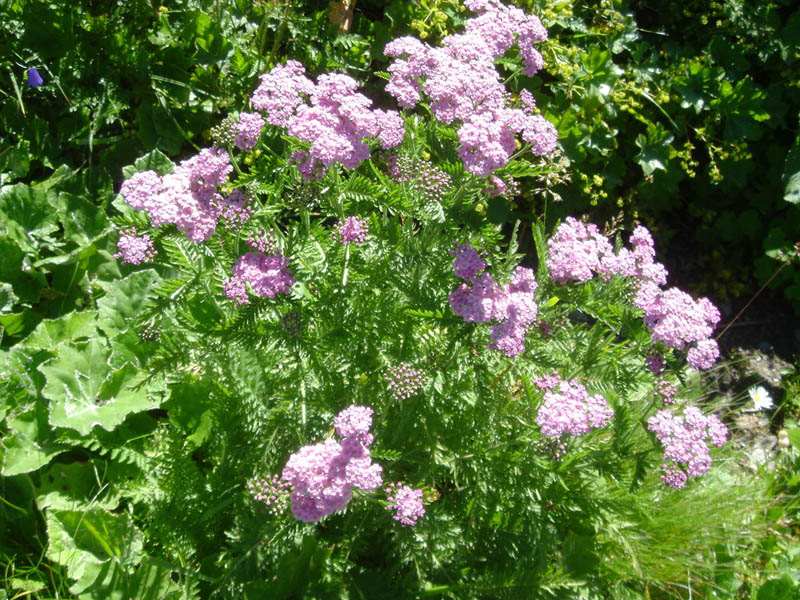
Řebříček oddálený